# Arne "Brand-Johan" Johansson
Arne "Brand-Johan" Johansson, född 25 februari 1915, död 12 oktober 1956, var en svensk ishockeymålvakt. Han spelade för Södertälje SK mellan åren 1935 och 1954, i slutet av 1930-talet dock inte i seriesammanhang. Efter 1952 fungerade han som reservmålvakt i laget. Han vann två SM i ishockey med Södertälje (1941 och 1944), under en klubbkarriär som innebar 19 säsonger och 181 matcher i högsta serien.
I Sveriges herrlandslag i ishockey debuterade han 1938. Han spelade totalt 89 landskamper fram till 1952 och utsågs 1947 till VM:s bästa målvakt. Totalt deltog han i fem VM-turnering och ett OS – 1948 i Sankt Moritz.
Han blev Stor grabb nummer 26. I en omröstning 1956 blev Arne Johansson utsedd till den bästa svenska ishockeymålvakten genom tiderna.
Arne Johansson fick sitt smeknamn "Brand-Johan" via sitt yrke som brandman.

## Meriter
- SM-guld 1941, 1944
- VM-silver 1947, 1951 = EM-guld
- VM-fyra 1949 = EM-silver
- VM-femma 1938, 1950 = EM-brons
- OS-fyra 1948 = EM-brons
- Invald som nummer 16 i Svensk ishockeys Hall of Fame.